# Scotoleon expansus
Scotoleon expansus is een insect uit de familie van de mierenleeuwen (Myrmeleontidae), die tot de orde netvleugeligen (Neuroptera) behoort. 
Scotoleon expansus is voor het eerst wetenschappelijk beschreven door Navás in 1913.